# Tritonia securigera
Tritonia securigera är en irisväxtart som först beskrevs av William Aiton, och fick sitt nu gällande namn av Ker Gawl. Tritonia securigera ingår i släktet Tritonia och familjen irisväxter.

## Underarter
Arten delas in i följande underarter:
- T. s. securigera
- T. s. watermeyeri